# Comarca do Deza
O Deza is een comarca van de Spaanse provincie Pontevedra. De hoofdstad is Lalín, de oppervlakte 1024,7 km² en het heeft 45.328 inwoners (2005).

## Gemeenten
Silleda, Vila de Cruces, Agolada, Rodeiro, Dozón en Lalín.